# Diana Bellessi

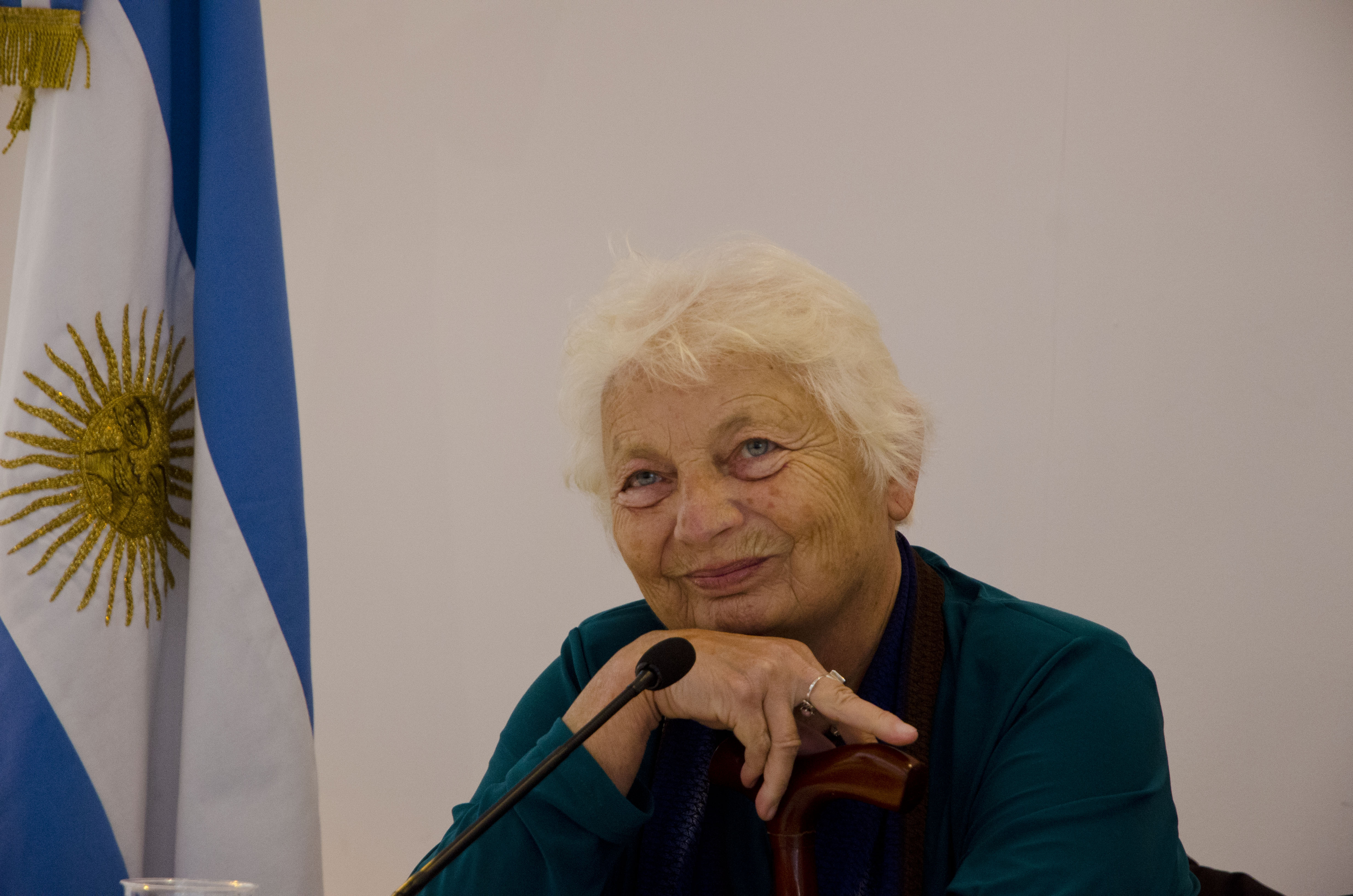
Diana Bellesi (2013).

Diana Bellessi (* 11. Februar 1946 in Zavalla, Santa Fe (Provinz)) ist eine argentinische Schriftstellerin.
Belessi studierte ab 1969 Philosophie an der Universidad Nacional del Litoral und konnte dieses Studium 1975 erfolgreich abschließen. Mit ihrer ersten Veröffentlichung, „Destino y propagaciones“, debütierte sie bereits 1970 sehr erfolgreich.

## Ehrungen
- 1993 – Guggenheim-Stipendium
- 2004 – Premio Konex
- 2020 – Gran Premio de Honor de la Sociedad Argentina de Escritores

## Werke (Auswahl)
- Buena travesía, buena ventura pequeña Uli. 1991.
- Crucero ecuatorial. 1980.
- Danzante de doble máscara. 1985.
- Destino y propagaciones. 1970.
- La edad dorada. 2003.
- Eroica. 1988.
- Gemelas del sueño. 1998 (zusammen mit Ursula K. Le Guin).
- El jardín. 1993.
- Mate cocido. 2002.
- La rebellión del instante. 2005.
- Sur. 1998.
- Tener lo que se tiene, poesía reunida. 2009
- Tributo del mundo. 1982.
- The twins. The dream. 1996 (zusammen mit Ursula K. Le Guin).